# Розумне кільце

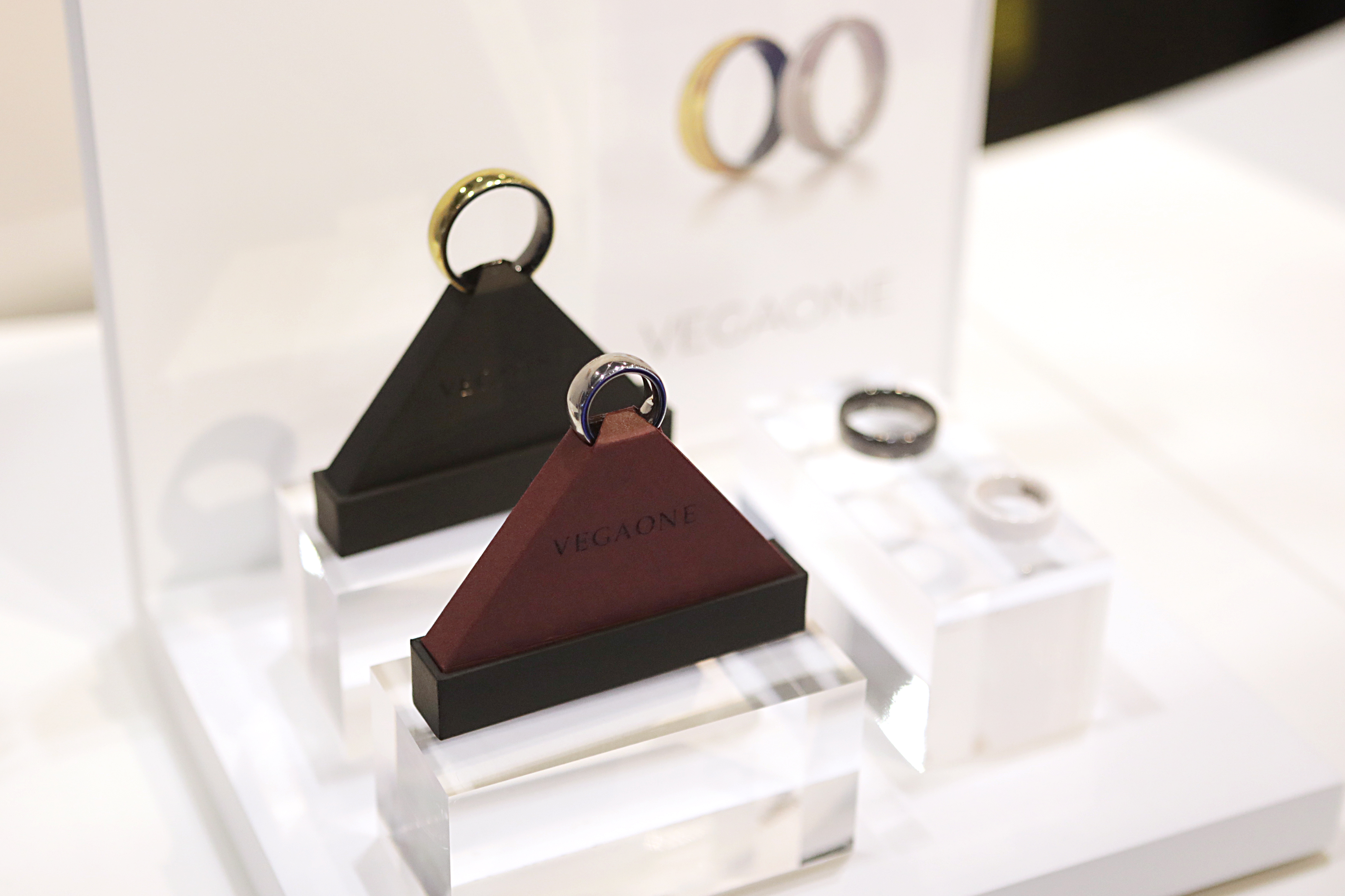
Перше в світі розумне кільце з використанням безконтактних платежів, зроблене McLear

Розумне кільце також Смарт-кільце — це компактний електронний пристрій, який можна носити, що поєднує в собі мобільні технології та функції для зручного використання. Ці пристрої, як правило, призначені для розміщення на пальці, як традиційна ювелірна каблучка, і можуть запропонувати такі функції, як: мобільні платежі, контроль доступу, керування жестами та відстеження активності. Їх найпоширенішою функцією є комунікація ближнього поля (NFC), яка забезпечує подібні можливості до тих, що вбудовані в смарт-картки. Наприклад: кредитні картки та бейджі безпеки співробітників. Таким чином, їх можна використовувати для ідентифікації та платежів.
Розумні кільця можуть підключатись до смартфонів або інших пристроїв, а деякі можуть працювати незалежно, спілкуючись із хмарними системами або виконуючи окремі завдання. Незважаючи на відсутність традиційних дисплеїв, вони реагують на контекстні підказки, такі як близькість до платіжних терміналів або певні жести.
У 2013 році британська компанія McLear, співзасновниками якої є Джон МакЛір, Кріс Ліч і Джо Пренсіп, представила перше комерційно доступне розумне кільце. Сьогодні, безліч компаній виробляють розумні кільця для різних випадків використання, розширюючи можливості для споживачів.

## Використання
Визначною особливістю розумних кілець є їхня здатність функціонувати як пристрій зв’язку ближнього поля, забезпечуючи альтернативу носінню традиційних предметів, таких як кредитні картки, ключі від дверей, ключі від автомобіля та, можливо, навіть посвідчення особи чи водійське посвідчення. Крім того, ці дзвінки можна підключати до смартфонів, слугуючи пристроями сповіщень про вхідні дзвінки, текстові повідомлення, електронні листи та інші сповіщення. Вони також можуть діяти як контролери на основі жестів, дозволяючи користувачам виконувати різні дії простими рухами руки. Крім того, розумні кільця пропонують можливість відстежувати показники, пов’язані зі здоров’ям, зокрема зроблені кроки, пройдену відстань, режим сну, частоту серцевих скорочень і споживання калорій.